# Naturschutzgebiet Thielenbruch und Thurner Wald
Das Naturschutzgebiet Thielenbruch und Thurner Wald im Kölner Stadtteil Dellbrück liegt im Naturraum der Bergischen Heideterrasse. 

## Lage
Es erstreckt sich am westlichen Rand der Paffrather Kalkmulde zwischen Mutzbach und Strunde. Das 59,00 Hektar große Gebiet liegt mit dem Thurner Wald zwischen der Bergisch Gladbacher Straße, dem Duckterather Weg, dem Katharinenkammerweg, der Heinrich-Strünker-Straße und der Waltherstraße. Er wurde 1969 als Naturschutzgebiet ausgewiesen. Das Gebiet wird durchschnitten von der S-Bahn Linie 11 (S11), einer Erdgasleitung, einer Hochspannungsleitung und der Paffrather Straße. Nördlich an das Gebiet angrenzend liegen die drei Teilflächen des Naturschutzgebiets Thielenbruch.

## Flora und Fauna
Früher gab es auf der rechtsrheinischen Mittelterrasse ausgedehnte Moore, die durch Entwässerungsmaßnahmen weitgehend zerstört wurden. Beide Naturschutzgebiete sind als Feuchtgebiete erhalten geblieben. Im Osten des Gebietes befinden sich in der Umgebung des Katharinenkammerwegs mehrere Kalkquellen. Sie speisen ein Kalkflachmoor das an eine Pfeifengraswiese grenzt. In Wassernähe finden sich Erlenbruchwälder. Trockenere Bereiche  sind mit Eichen und Birken bestanden. In anderen Bereichen findet man Röhricht, Weidengebüsch sowie ein Zwischenmoor mit schwingenden Torfmoosflächen.
Es gibt hier sowohl saure und kalkhaltige als auch trockene und nasse Böden, die auf kurze Distanzen einander abwechseln. Diese Standortvielfalt wird ergänzt durch das einzige erhaltene Kalkflachmoor der gesamten Region. Es bietet hochgradig gefährdeten Arten wie der Helm-Azurjungfer, der Bauchigen Windelschnecke, dem Breitblättrigen Wollgras, der Sumpf-Stendelwurz, der Armblütigen Sumpfbinse, der Floh-Segge und dem Kleinen Wasserschlauch einen Rückzugsraum.
Der Naturschutz gilt zur Erhaltung und Entwicklung des stadtnahen von seltenen Feuchtlebensräumen geprägten Gebietes mit seinem Kalkflachmoor und seinen Pfeifengraswiesen sowie Feucht- und Auenwäldern als Refugialraum für seltene und gefährdete Tier- und Pflanzenarten; darunter befinden sich allein 12 Libellenarten.

## Fauna-Flora-Habitat (FFH)
Das Naturschutzgebiet Thielenbruch und Thurner Wald bildet zusammen mit Teilen des Naturschutzgebiets Thielenbruch auf dem Gebiet der Stadt Bergisch Gladbach das FFH-Gebiet Thielenbruch (Gebietsnummer DE-5008-301).

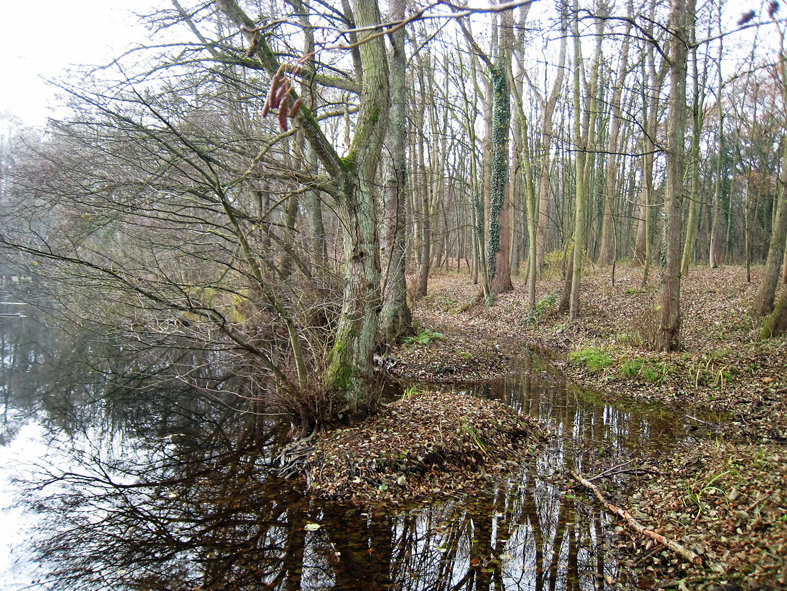
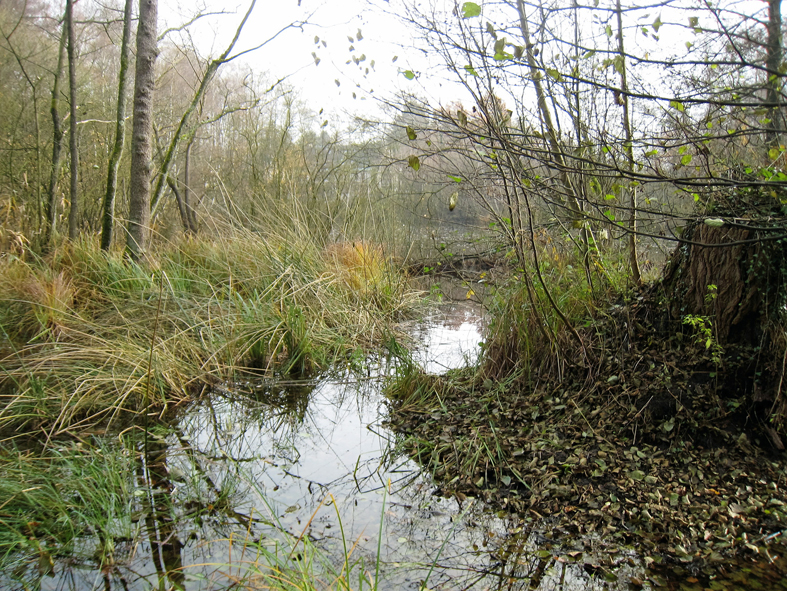
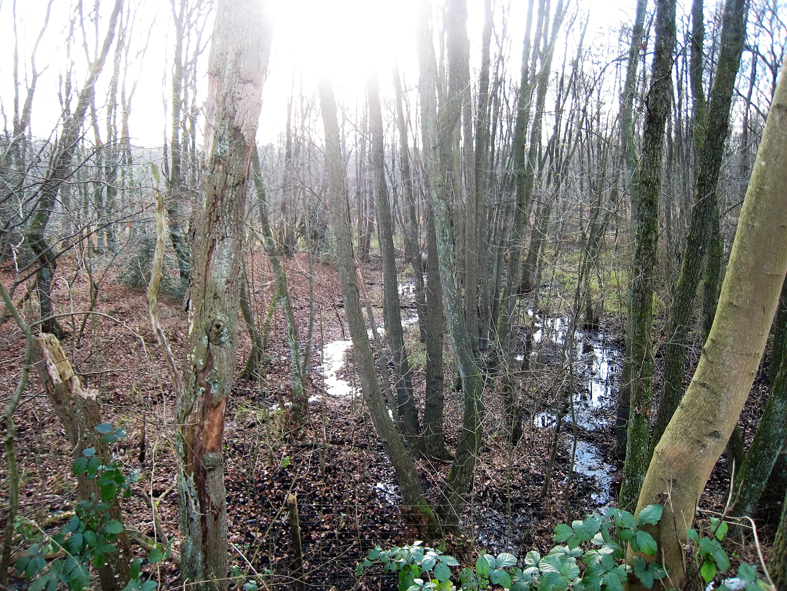
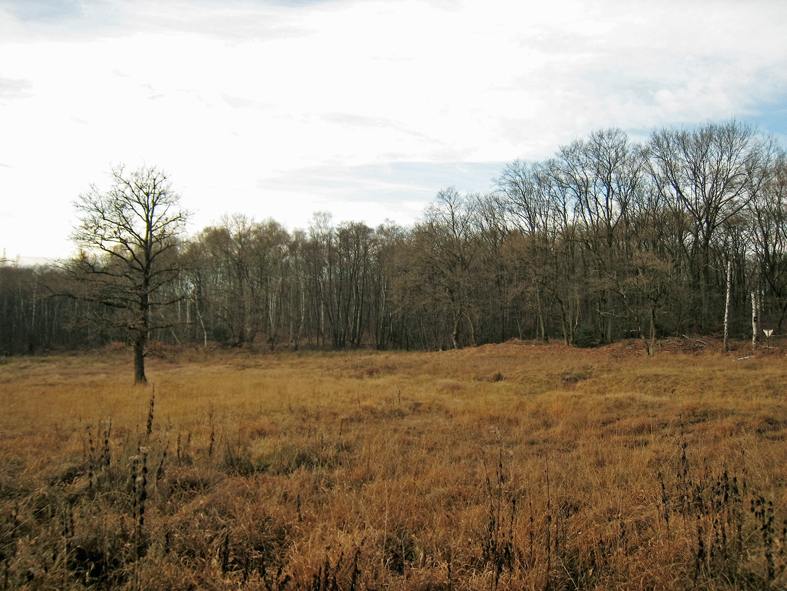